# Ropperode
Ropperode ist eine wüst gefallene ehemalige Siedlung in der Gemarkung von Ehlen, einem Ortsteil der Gemeinde Habichtswald im nordhessischen Landkreis Kassel. Heute erinnert nur noch der Flurname an das einstige kleine Dorf, an dessen Stelle noch 1970 auf der Topographischen Karte ein bestehender Hof verzeichnet war, der 1972 endgültig abgerissen wurde.

## Lage
Die Siedlung und der an ihrer Stelle später entstandene Gutshof befanden sich etwa 2 km südwestlich von Ehlen im Tal der Warme zwischen Ehlen im Nordosten und Martinhagen im Südwesten auf 362 m über NN, unmittelbar südlich der Bundesautobahn 44 (Europastraße 331) und westlich der Landesstraße L 3220, am Ostfuß des Hundsbergs (496 m), dem nordöstlichen Zweitgipfel des Wattenberg-Massivs in den Hinterhabichtswälder Kuppen. In einer Gehölzinsel mit einem kleinen Teich finden sich dort noch Fundamente und Ziegel ehemaliger Gebäude, die Reste der 1972 abgerissenen Hofanlage.

## Geschichte
Der Ort ist als Ruobburgorod erstmals im Jahre 1028 in einer Urkunde der Abtei Hersfeld erwähnt, als Hageno, ein Kaplan der Hofkapelle Kaiser Konrads II., dem Erzbischof Aribo von Mainz sein Landgut in den Dörfern Ropperode und Altenfeld gegen eine jährliche Weinlieferung von acht Fudern überließ. Danach erscheint der Ort als Ropurguroth in einer Urkunde des Klosters Hasungen im Jahre 1074, als eine gewisse Adelheit dem Kloster die Siedlung (vicus) schenkte. Die Endung „-rode“ ist ein Hinweis auf eine mittelalterliche Rodungssiedlung aus der Zeit zwischen dem 9. und 12. Jahrhundert.
Spätestens im Jahr 1471 gehörte Rupperderaide, das damals schon wüst gefallen war, den Landgrafen von Hessen. Wie der Ort in deren Besitz kam, ist nicht bekannt. Die wenigen schriftlichen Nachrichten über Ropperode geben keine klare Auskunft darüber, wie das 1074 dem Kloster Hasungen geschenkte Dorf in den Besitz des Landgrafen von Hessen gelangte; möglicherweise geschah dies bereits mit dem Langsdorfer Frieden im September 1263, als das strittige mainzische Lehen der Klostervogtei Hasungen dem hessischen Landgrafen Heinrich I. zugesprochen wurde.  Die Gemarkung der Wüstung war ab 1471 landgräfliches Lehen der Herren von Dalwigk, die dann dort einen Hof einrichteten.
Im Jahre 1515 erscheint im Hasunger Gültregister erstmals der Name Ropperode.
Im 19. Jahrhundert befand sich der Hof Ropperode im Besitz der Familie des 1780 in den Reichsadelsstand erhobenen hessischen Geheimen Rats und Rentkammerpräsidenten Friedrich Ludwig von Motz (1732–1817), Vater des späteren kurhessischen Finanzministers Gerhard Heinrich von Motz.

## Die Töpfereiwüstung
In der Umgebung findet man Tonscherben in großen Mengen, da sich vom 11. bis zum 14. Jahrhundert im Bereich von Ropperode, südlich der heutigen Autobahn und entlang der Warme, etwa ein Dutzend mittelalterlicher Töpferstellen befanden. Mehrere größere Abwurfhalden in der Nähe der Warme, vor allem aus dem 11. und 12. Jahrhundert, haben dazu geführt, dass der Ort in der Fachliteratur als „Töpfereiwüstung“ bezeichnet wird. Der Ton wurde wahrscheinlich am Hundsberg abgebaut und zu den Töpferstellen ins Tal transportiert. Der Ort lag für die Töpfereien offensichtlich sehr verkehrsgünstig am Kreuzungspunkt zweier mittelalterlicher Fernstraßen: die von Fritzlar nach Norden ins Diemelgebiet führende Straße kreuzte etwa 2 km südlich von Ropperode die alte Querverbindung vom Tal der Werra über Kassel und die Schauenburg bei Hoof nach Korbach und weiter nach Westen. Aus den überlieferten Besitzverhältnissen seit dem späten 11. Jahrhundert wird vermutet, dass die Töpfer, die offenbar vor allem im 11. und 12. Jahrhundert produzierten, in einer gewissen Abhängigkeit von dem nahen Kloster Hasungen standen.
Koordinaten: 51° 18′ 21″ N, 9° 18′ 6″ O